# Niederhollabrunn
Niederhollabrunn ist eine Marktgemeinde mit 1507 Einwohnern (Stand 1. Jänner 2024) im Bezirk Korneuburg in Niederösterreich.

## Geografie
Niederhollabrunn liegt im Weinviertel in Niederösterreich etwa 35 km nördlich von Wien. Die Fläche der Marktgemeinde umfasst 50,36 Quadratkilometer. 18,4 % der Fläche sind vom Rohrwald bewaldet.
Das größte Gewässer ist der Senningbach, der von Norden in das Gemeindegebiet fließt und knapp vor Niederfellabrunn nach Westen abbiegt. Die größten Nebenbäche sind der Bruderndorfer Bach, der Niederfellabrunner Bach und der Niederhollabrunner Bach.

### Gemeindegliederung

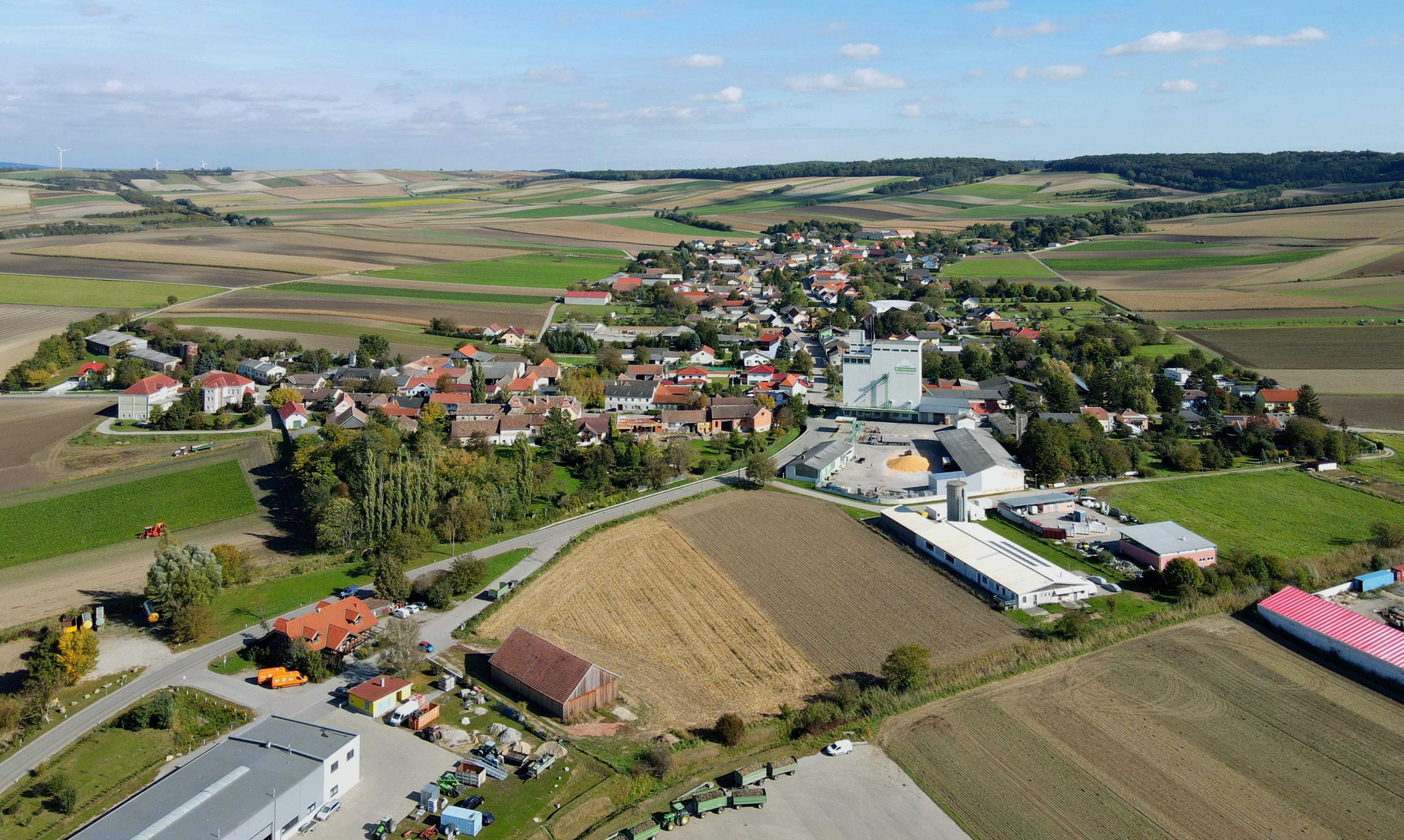
Westansicht der ehemals eigenständigen Marktgemeinde Niederfellabrunn

Das Gemeindegebiet umfasst folgende fünf Ortschaften (in Klammern Einwohnerzahl Stand 1. Jänner 2024):
- Bruderndorf (230)
- Haselbach (160)
- Niederfellabrunn (308)
- Niederhollabrunn (665) samt Mühlengrund und Weyrichsiedlung
- Streitdorf (144)

Die Gemeinde besteht aus den Katastralgemeinden Bruderndorf, Haselbach, Niederfellabrunn, Niederhollabrunn und Streitdorf.

### Nachbargemeinden
| Großmugl     |                                             | Ernstbrunn   |
| Sierndorf    | Kompassrose, die auf Nachbargemeinden zeigt | Großrußbach  |
| Leitzersdorf | Leobendorf                                  | Harmannsdorf |

## Geschichte
Die erste Besiedelung des Gebiets fand nachweislich bereits in der Altsteinzeit statt. Es gibt in der Gemeinde ein Erdwerk der Linienbandkeramik und zwei Grabhügel oder Tumuli, aus der Hallstattzeit, die beide Leeberg heißen: einen größeren südwestlich von Niederhollabrunn (Leeberg (Niederhollabrunn)) und einen kleineren nördlich von Niederfellabrunn (Leeberg (Niederfellabrunn)).
Niederhollabrunn gehört zu den ältesten Ansiedelungen und Pfarren links der Donau. Die Schreibweise des Ortes war ständigen Änderungen unterworfen. So kann man in Urkunden auch Holainbrunen, Holerinbrunen, Hollarenbrunnen, Holarbrunen, Nidern Holaprun, Nieder-Holebrunn finden.
Die Gründung der Pfarre geht in die Zeit um 1000 zurück. Die Pfarrkirche wurde dem Diakonsmärtyrer St. Laurentius geweiht. Nachdem der Weg zur Kirche am Michelberg, der überhaupt ältesten Kultstätte dieser Region, zu beschwerlich für die Menschen geworden war, gewann allmählich die St. Laurentikirche im Thale an Bedeutung. Wer Gründer des Ortes und der Pfarre ist, ist nicht sicher bekannt. Es wird vermutet, dass die Gründung entweder auf den Landesfürsten zurückgeht, dem von Kaiser Otto I. weite Gebiete in Niederösterreich nach der Schlacht auf dem Lechfeld 955 und der Zurückdrängung der Ungarn geschenkt wurden, oder einer der Edlen von Hollarinbrunnen, die auf dem heutigen Kirchenberg ein Festes Haus besaßen, könnte der Stifter gewesen sein. Nicht zuletzt wäre es auch möglich, dass der Bischof von Passau, der 1014 unter anderem auch Grundbesitz für die Errichtung einer Seelsorgestation in Stockerau erhielt, der Gründer war.
Als Quelle ersten Ranges für das Geschlecht der Edlen von Hollarinbrunnen ist das Saalbuch des Stiftes Klosterneuburg zu nennen, in dem im Laufe des 12. Jahrhunderts einige Mitglieder genannt werden: 1113 Adalramus de Hollarenprunnen, 1160 Sighard (als Zeuge einer Schenkung von Herzog Heinrich II. Jasomirgott) und 1171 Siglohus sowie sein Bruder Otto de Hollarbrunne. Dann dürfte dieses Geschlecht bald wieder erloschen sein.
Die erste urkundliche Erwähnung der Pfarre Niederhollabrunn findet sich im Jahre 1135 als Markgraf Leopold III. den Zehent von 13 Pfarren an Bischof Reginmar von Passau zurückstellte.
Nach dem Geschlecht der „Edlen von Hollarinbrunnen“ wurden die Herren von Gerloß Eigentümer von Niederhollabrunn. Nach der Familie Gerloß kam der Ort an das Bistum Passau. Es ist bisher noch unklar, ob der Ort durch Kauf, Tausch oder Schenkung an das Bistum kam. 1222 war Bischof Gebhard von Passau vorübergehend genötigt, das Dorf an Herzog Leopold VI. als Lehen zur Abtragung eines Schuldenrestes zu übertragen. Im Jahre 1241 bestätigte Herzog Friedrich II. auch die „Pfarrey Holabrunn“ als ein passauisches Lehen. 1253 ging die Pfarre aus dem Besitz des Bischofs in den seines Domkapitels über. 1277 wurde dies von König Rudolf I. bestätigt. Schon vorher dürfte König Ottokar von Böhmen stillschweigend auf das bisher lehenweise besessene Patronatsrecht verzichtet haben. Später incorportierte der Papst feierlich den Pfarrort den Domdechanten zu Passau. Bis zur Auflassung des Hochstiftes verblieb er dort.
1258 hatte auch das Chorherrenstift Klosterneuburg in Niederhollabrunn Besitz, welches dem ältesten erhaltenen Urbar von Klosterneuburg entnommen werden kann. 1177–1185 hatte Herzog Leopold V. dem Stift die Kinder des Gerung von Niederhollabrunn geschenkt. Das Stift Heiligenkreuz hatte Besitz laut einem Urbar vom Ende des 13. Jahrhunderts.
1586 eignete sich Melchior Khlesl die Pfarre an und ließ sich vom Domdechanten von Passau, Anton Fabricius, „installieren und investieren“. Das Inventar ließ er dem Domdechanten überreichen. Erzherzog Ernst befahl Khlesel 1589, die Robot nicht über 14 Tage auszudehnen. Da Khlesl 1598 anlässlich seiner Ernennung zum Bischof von Wien nicht auf die Pfarre Niederhollabrunn verzichten wollte, kam es zum Streit „mit rüden Worten“ zwischen ihm und dem Domdechanten von Passau, Graf Karl von Lamberg.
Mit 1. Jänner 1972 wurde die Marktgemeinde Niederfellabrunn mit der Gemeinde Niederhollabrunn vereinigt und die Bezeichnung der neuen Großgemeinde war Niederbrunn. Mit 1. Jänner 1975 erfolgte dann die Umbenennung in Niederhollabrunn.

### Bevölkerungsentwicklung
- Häuseranzahl laut der um 1587 durchgeführten Bereitung der Zufluchtstätten (aus: Niederösterreichisches Landesarchiv, Ständische Akten E-3-1 und E-3-2): Gesamt „ca. 304 Häuser“
  - Niederhollabrunn: 94 Häuser
  - Niederfellabrunn: ? (1590 60 Häuser)
  - Bruderndorf: 60 Häuser
  - Haselbach: 58 Häuser
  - Streitdorf: 32 Häuser
- Häuseranzahl und deren Besitzer laut dem Bereitungsbuch von 1590 (aus Franz Graf, Das Viertel unter dem Manhartsberg im Spiegel des Bereitungsbuches 1590, Wien 1972): Gesamt „ca. 298 Häuser“
  - Niederhollabrunn: Pfarre Niederhollabrunn (Hubhaus): ? ca. 45 Häuser, Stift Klosterneuburg: 24 Häuser, Sigmund von Traun: 1 Haus, Joachim von Sinzendorf (Herrschaft Ernstbrunn): 1 Haus, Herrschaft Mailberg (Max von Dernberg): 19 Häuser, Pfarrhof Kottendorf (Heinrich von Kienritz): 3 Häuser = „ca. 93 Häuser“
  - Niederfellabrunn: Sigmund von Traun: 33 Häuser, Pfarre Hausleiten: 2 Häuser, Caspar Pernstorfer (Karnabrunn): 1 Haus, Stift Klosterneuburg: 1 Haus, Frau Maschko (Niederleis): 3 Häuser, Kartause Mauerbach: 1 Haus, Stift Herzogenburg: 1 Haus, Johann Baptist Weber (Bisamberg): 7 Häuser, Pfarrhof Nondorf (Heinrich v. Kienritz): 1 Haus, Pfarre Korneuburg (zum Stift Klosterneuburg gehörig): 4 Häuser, Pfarre Stetten (zum Stift Waldhausen in OÖ gehörig): 1 Haus, Joachim von Sinzendorf (Ernstbrunn): 5 Häuser = „60 Häuser“
  - Bruderndorf: Ferdinand Volck(h)ra (Herrschaft Steinabrunn): 22 Häuser, Sigmund von Traun: 20 Häuser, Joachim von Sinzendorf (Herrschaft Ernstbrunn): 5 Häuser = „47 Häuser“
  - Haselbach: dem Stift Klosterneuburg gehören alle „66 Häuser“
  - Streitdorf: Ferdinand Volck(h)ra (Herrschaft Steinabrunn) gehören alle „32 Häuser“
- Bevölkerungsstand um 1834 (Quelle: Franz X. Schweickhardt: Darstellung des Erzherzogthums Oesterreich unter der Enns, Wien 1834): Gesamt „426 Häuser“ mit „2.768 Einwohnern“
  - Niederhollabrunn: 126 Häuser mit 841 Einwohnern
  - Niederfellabrunn: 111 Häuser mit 676 Einwohnern
  - Bruderndorf: 72 Häuser mit 497 Einwohnern
  - Haselbach: 73 Häuser mit 459 Einwohnern
  - Streitdorf: 44 Häuser mit 295 Einwohnern
- Volkszählung mit Stichtag 31. Dezember 1869: Gesamt „436 Häuser“ mit „2.111 Einwohnern“
  - Niederhollabrunn: 131 Häuser mit 639 Einwohnern
  - Niederfellabrunn: 112 Häuser mit 526 Einwohnern
  - Bruderndorf: 72 Häuser mit 334 Einwohnern
  - Haselbach: 74 Häuser mit 364 Einwohnern
  - Streitdorf: 47 Häuser mit 248 Einwohnern
- Volkszählung mit Stichtag 31. Dezember 1880: Gesamt „2.256 Einwohner“
- Volkszählung mit Stichtag 31. Dezember 1890: Gesamt „447 Häuser“ mit „2.420 Einwohnern“
  - Niederhollabrunn: 135 Häuser mit 694 Einwohnern
  - Niederfellabrunn: 113 Häuser mit 526 Einwohnern
  - Bruderndorf: 71 Häuser mit 317 Einwohnern
  - Haselbach: 80 Häuser mit 523 Einwohnern
  - Streitdorf: 48 Häuser mit 360 Einwohnern
- Volkszählung mit Stichtag 31. Dezember 1900: Gesamt „464 Häuser“ mit „2.206 Einwohnern“
  - Niederhollabrunn: 138 Häuser mit 612 Einwohnern
  - Niederfellabrunn: 117 Häuser mit 492 Einwohnern
  - Bruderndorf: 76 Häuser mit 320 Einwohnern
  - Haselbach: 81 Häuser mit 431 Einwohnern
  - Streitdorf: 52 Häuser mit 351 Einwohnern
- Volkszählung mit Stichtag 31. Dezember 1910: Gesamt „2.312 Einwohner“
  - Niederhollabrunn: 638 Einwohner
  - Niederfellabrunn: 559 Einwohner
  - Bruderndorf: 346 Einwohner
  - Haselbach: 409 Einwohner
  - Streitdorf: 360 Einwohner
- Volkszählung mit Stichtag 31. Dezember 1920: Gesamt „2.316 Einwohner“
  - Niederhollabrunn: 635 Einwohner
  - Niederfellabrunn: 601 Einwohner
  - Bruderndorf: 350 Einwohner
  - Haselbach: 357 Einwohner
  - Streitdorf: 373 Einwohner
- Volkszählung im Jahr 1923: Gesamt „2.349 Einwohner“
- Volkszählung mit Stichtag 22. März 1934: Gesamt „469 Häuser“ mit „2.117 Einwohnern (2.110 anwesend)“
  - Niederhollabrunn: 144 Häuser mit 609 Einwohnern (610 anwesend)
  - Niederfellabrunn: 120 Häuser mit 500 Einwohnern (496 anwesend)
  - Bruderndorf: 71 Häuser mit 336 Einwohnern (332 anwesend)
  - Haselbach: 88 Häuser mit 321 Einwohnern (323 anwesend)
  - Streitdorf: 54 Häuser mit 351 Einwohnern (349 anwesend)
- Volkszählung im Jahr 1939: Gesamt „2.063 Einwohner“
- Volkszählung im Jahr 1951: Gesamt „1.810 Einwohner“
- Volkszählung mit Stichtag 21. März 1961: Gesamt „1.543 Einwohner (1.507 anwesend)“
  - Niederhollabrunn: 676 Einwohner (664 anwesend)
  - Niederfellabrunn: 412 Einwohner (404 anwesend)
  - Bruderndorf: 224 Einwohner (220 anwesend)
  - Haselbach: 225 Einwohner (216 anwesend)
  - Streitdorf: 206 Einwohner (203 anwesend)
- Volkszählung im Jahr 1971: „1.337 Einwohner“
- Volkszählung im Jahr 1981: „1.289 Einwohner“
- Volkszählung im Jahr 1991: „1.323 Einwohner“
- Volkszählung im Jahr 2001: „1.495 Einwohner“
- Mit Stichtag 1. Juni 2007 sind „1.833 Einwohner“ gemeldet (1.613 mit Hauptwohnsitz 220 Personen mit weiterem Wohnsitz).

## Kultur und Sehenswürdigkeiten

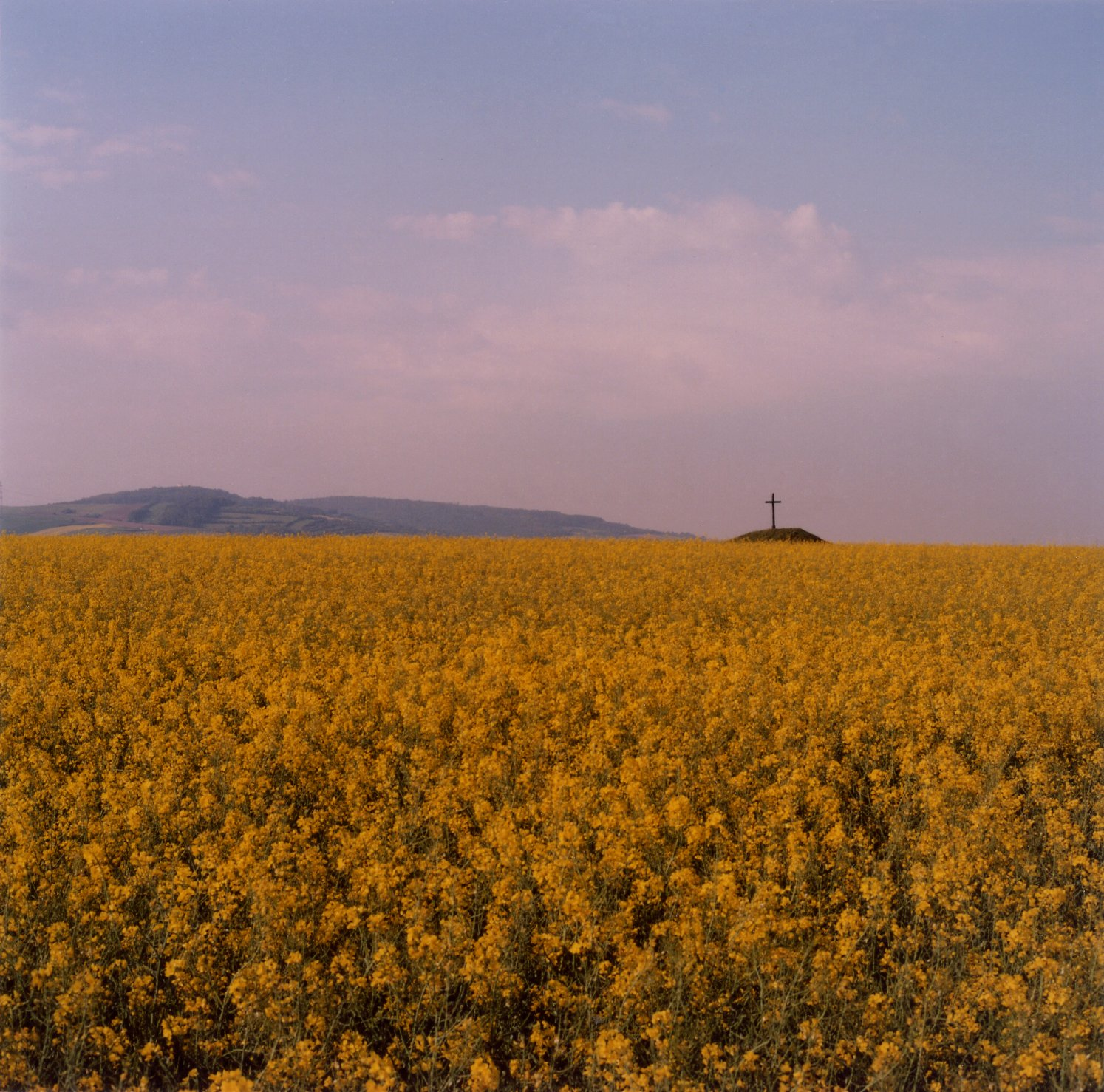
Der Leeberg bei Niederfellabrunn, im Hintergrund der Michelberg

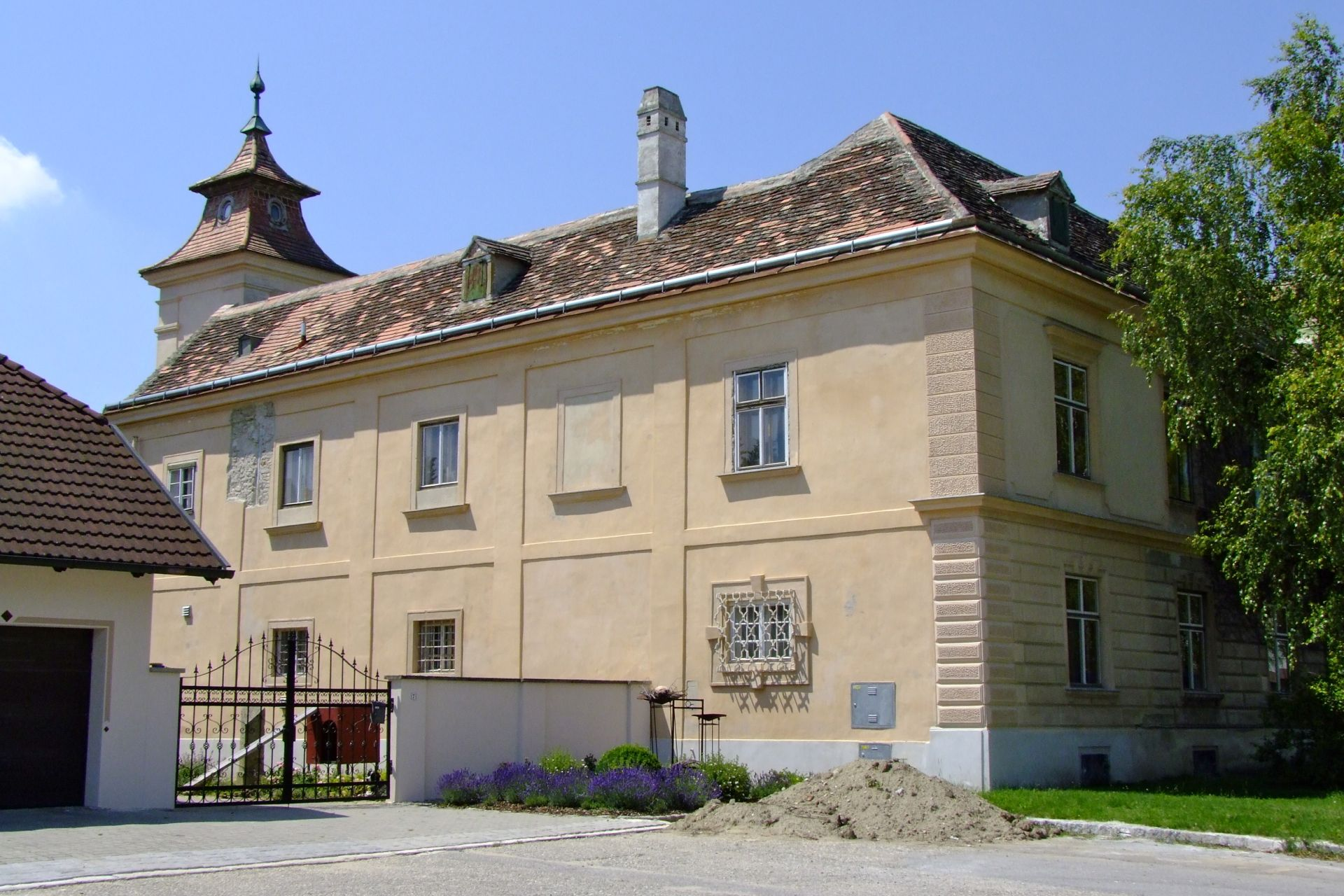
Schloss Niederfellabrunn

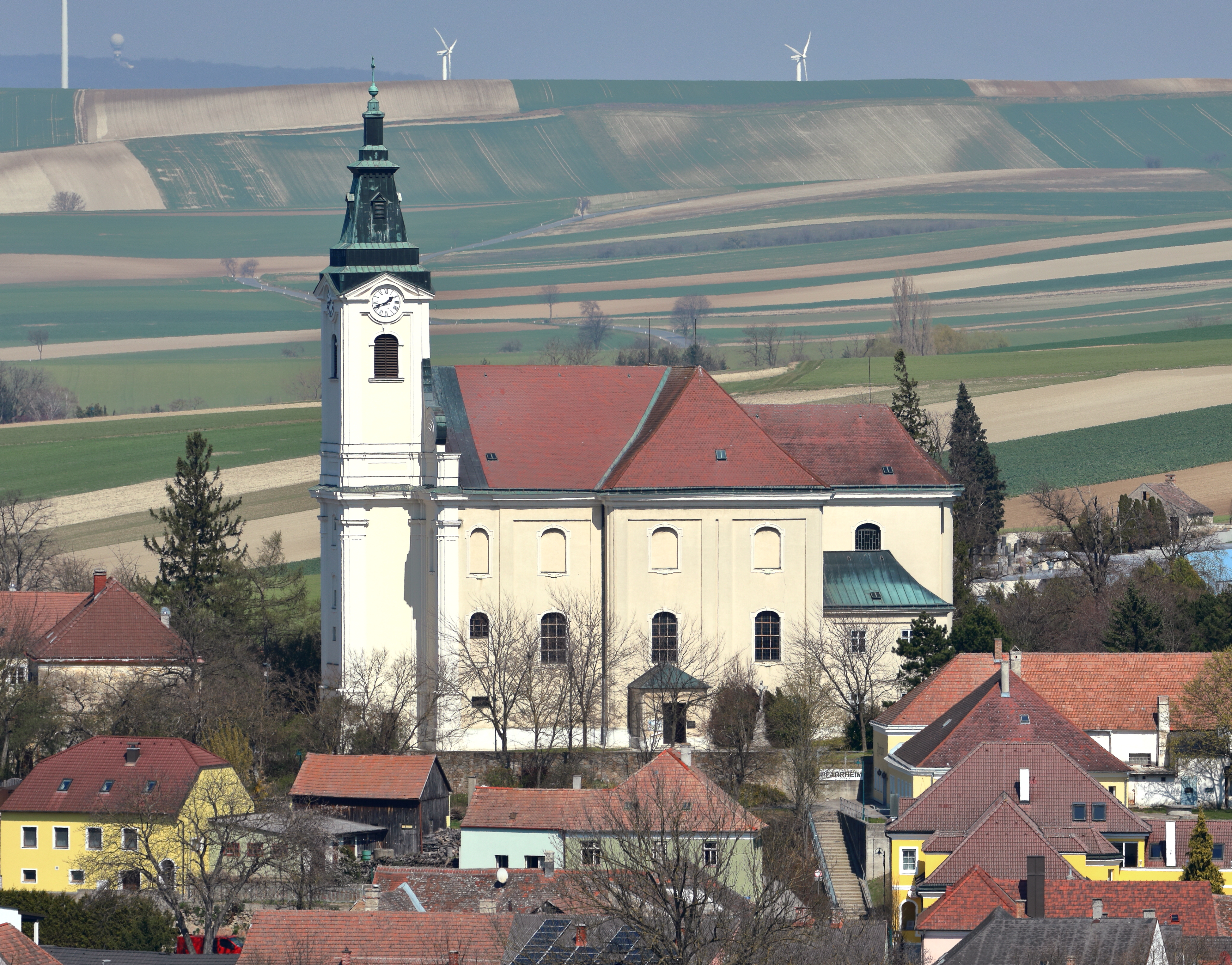
Pfarrkirche Niederhollabrunn

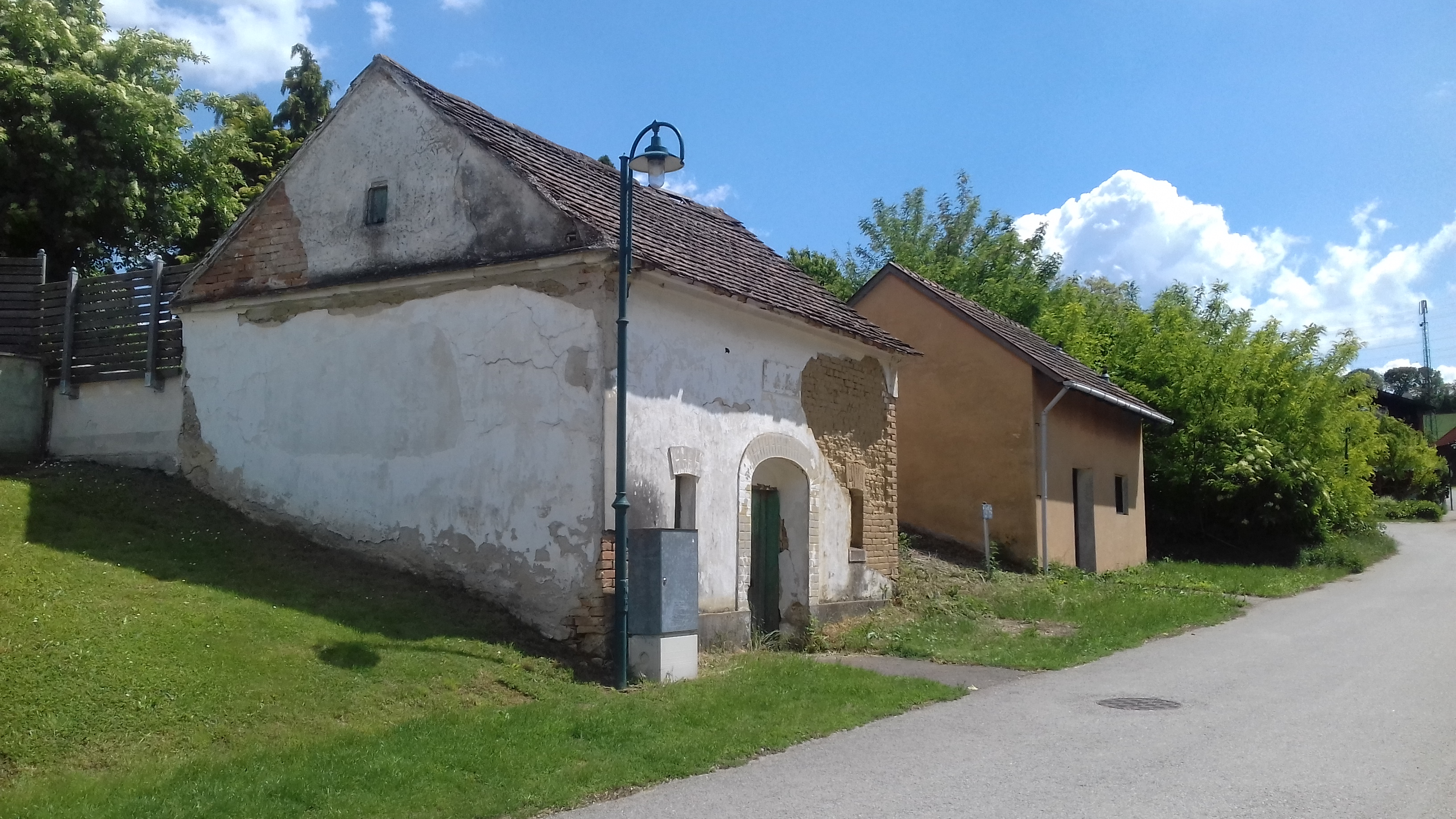
Weinkeller an der Kohlstatt

### Niederhollabrunn
- Leeberg: Nordwestlich des Ortes befindet sich ein Tumulus (Hügelgrab) aus der Hallstattzeit.
- Schloss Niederhollabrunn: 1135 erstmals urkundlich genannt. Das heutige zweigeschoßige und zweiflügelige Gebäude stammt im Kern aus dem 17. Jahrhundert und wurde v. a. im 19. Jahrhundert verändert.
- Katholische Pfarrkirche Niederhollabrunn hl. Laurentius: Die Pfarrkirche stammt aus dem Barock und stellt einen mächtigen, kreuzförmigen Zentralbau dar. Urkundlich 1135 als Eigenpfarre der Babenberger erwähnt, wurde die heutige Kirche 1718 von Jakob Oeckhl errichtet.

### Niederfellabrunn
- Nördlich von Niederfellabrunn befindet sich ein weiterer, kleinerer Leeberg.
- Am westlichen Ortrand befindet sich ein barockes Schloss[4], ein Vierflügelbau um einen Rechteckhof. Ursprünglich im 17. Jahrhundert errichtet, wurde es im 18. Jahrhundert durch den westlichen Trakt erweitert und im 19. Jahrhundert nochmals verändert.
- Eine der hl. Rosalia geweihte Ortskapelle aus dem Spätbarock.
- Pranger beim Schloss, bezeichnet 1716.
- Steinstatue des hl. Johannes Nepomuk, bezeichnet 1731.

## Wirtschaft und Infrastruktur
Nichtlandwirtschaftliche Arbeitsstätten gab es im Jahr 2001 50, land- und forstwirtschaftliche Betriebe nach der Erhebung 1999 102. Die Zahl der Erwerbstätigen am Wohnort betrug nach der Volkszählung 2001 734. Die Erwerbsquote lag 2001 bei 50,16 Prozent.

### Öffentliche Einrichtungen
In Niederhollabrunn befindet sich ein Kindergarten.

## Politik

### Gemeinderat
Der Gemeinderat hat 19 Mitglieder.
- Mit den Gemeinderatswahlen in Niederösterreich 1990 hatte der Gemeinderat folgende Verteilung: 13 ÖVP, 3 FPÖ und 3 SPÖ.
- Mit den Gemeinderatswahlen in Niederösterreich 1995 hatte der Gemeinderat folgende Verteilung: 12 ÖVP, 4 SPÖ, 2 LSP–Liste Schachel – Parteilos und 1 FPÖ.[6]
- Mit den Gemeinderatswahlen in Niederösterreich 2000 hatte der Gemeinderat folgende Verteilung: 11 ÖVP, 4 SPÖ, 3 LSP–Liste Schachel – Parteilos und 1 FPÖ.[7]
- Mit den Gemeinderatswahlen in Niederösterreich 2005 hatte der Gemeinderat folgende Verteilung: 12 ÖVP, 4 SPÖ und 3 LSP–Liste Schachel – Parteilos.[8]
- Mit den Gemeinderatswahlen in Niederösterreich 2010 hatte der Gemeinderat folgende Verteilung: 11 ÖVP, 5 LSP–Liste Schachel – Parteilos und 3 SPÖ.[9]
- Mit den Gemeinderatswahlen in Niederösterreich 2015 hatte der Gemeinderat folgende Verteilung: 9 ÖVP, 5 LSP–Liste Schachel – Parteilos, 4 SPÖ und 1 FPÖ.[10]
- Mit den Gemeinderatswahlen in Niederösterreich 2020 hat der Gemeinderat folgende Verteilung: 12 ÖVP, 4 SPÖ und 3 LSP–Liste Schachel – Parteilos.[11]
- Mit den Gemeinderatswahlen in Niederösterreich 2025 hat der Gemeinderat folgende Verteilung: 13 ÖVP, 3 SPÖ, 2 LSP (Liste Schachel – Parteilos) und 1 FPÖ.[12]

### Bürgermeister
- 1970–1988 Engelbert Schörg
- 1988–1990 Robert Zinsberger
- 1990–1996 Josef Bauer
- 1996–2009 Franz Zinnerer
- 2009–2015 Leopold Wimmer (ÖVP)
- seit 2015 Jürgen Duffek (ÖVP)

### Historische Bürgermeister der Ortsteile bis 1972
Bürgermeister des Ortes Bruderndorf
- Anton Burger (1865–1867) gemeinsam mit Streitdorf
- Georg Perrent (1868–1873 oder 1874) gemeinsam mit Streitdorf
- Ferdinand Weinrichter (1874 oder 1875–1876) gemeinsam mit Streitdorf
- Sebastian Sigel (1877–1879) gemeinsam mit Streitdorf
- Ferdinand Weinrichter (1880–1882) gemeinsam mit Streitdorf
- Anton Flandorfer (1883) gemeinsam mit Streitdorf
- unbesetzt (1884)
- Anton Huber (1885–1887)
- Josef Wolf (1888–1890)
- Ferdinand Weinrichter (1891–1893)
- Josef Steiner (1894–1899)
- Josef Huber (1900)
- Josef Mayer (1901–1905)
- Ferdinand Kandler (1906–1919)
- Josef Goldschmidt (1920–1929)
- Josef Huber (1930–1945)
- Leopold Weinrichter (1948–1955)
- Josef Huber (1956–1968)
- Leopold Schnepps (1969–1970)
- Josef Müllner (1971) gemeinsam mit Niederfellabrunn

Bürgermeister des Ortes Streitdorf
- Anton Burger (1865–1867) gemeinsam mit Bruderndorf
- Georg Perrent (1868–1873 oder 1874) gemeinsam mit Bruderndorf
- Ferdinand Weinrichter (1874 oder 1875–1876) gemeinsam mit Bruderndorf
- Sebastian Sigel (1877–1879) gemeinsam mit Bruderndorf
- Ferdinand Weinrichter (1880–1882) gemeinsam mit Bruderndorf
- Anton Flandorfer (1883–1887)
- Leopold Haller (1888–1890)
- Josef Haller (1891)
- Lorenz Ladner (1892–1890)
- Anton Reingruber (1894–1900)
- Anton Flandorfer (1901–1906)
- Lorenz Ladner (1907–1908)
- Anton Reingruber (1909–1923)
- Franz Neuchl (1924–1925)
- Matthias Toifelhart (1926–1929)
- Franz Neuchl (1930–1938)
- Josef Weingast (1939–1945)
- Franz Burger (1948–1950)
- Leopold Schörg (1951–1970)
- Engelbert Schörg (1971) gemeinsam mit Niederhollabrunn

Bürgermeister des Ortes Niederfellabrunn
- Michael Stadler (1865–1867)
- Leopold Washitl (1868–1870)
- Josef Strohmayer (1871–1873 oder 1874)
- Leopold Strohmayer (1873 oder 1874–1879)
- Leopold Winkler (1880–1882)
- Josef Berthold (1883–1887)
- Franz Poigner (1888–1891)
- Leopold Winkler (1892–1893)
- Franz Piogner (1894)
- Leopold Winkler (1895–1900)
- Leopold Maukner (1901–1904)
- Johann Kührer (1905–1912)
- Leopold Hufnagel (1913–1921)
- Johann Pfennigbauer (1922–1938)
- Josef Glock (1939–1945)
- Josef Riefenthaler (1948–1949)
- unbesetzt (1950)
- Franz Stessel (1951–1952)
- Franz Mareiner (1953–1960)
- Josef Müllner (1961–1971)

Bürgermeister des Ortes Haselbach
- Michael Hiltwein (1865–1967)
- Georg Stöckelmeier (1868–1873 oder 1874)
- Leopold Stöckelmeier (1873 oder 1874–1879)
- Josef Buxbaum (1880–1882)
- Georg Kronberger (1883–1885)
- Karl Fürst (1886–1888)
- Josef Buxbaum (1889–1900)
- Karl Kronberger (1901–1906)
- Johann Schwab (1907–1912)
- Josef Fürst (1913–1925)
- Johann Buxbaum (1926–1931)
- Karl Fürst (1932–1938)
- Johann Döttl (1939–1945)
- Karl Haller (1948)
- Michael Perstinger (1949–1950)
- Johann Döttl (1951–1969)
- Engelbert Schörg (1970–1971) gemeinsam mit Niederhollabrunn

Bürgermeister des Ortes Niederhollabrunn
- Georg Penner (1865–1873)
- Josef Rabenlehner (1875–1879)
- Johann Schörg (1880–1882)
- Josef Wagner (1883–1885)
- Josef Rabenlehner (1886–1888)
- Gabriel Kaufmann (1889–1891)
- Wilhelm Rapold (1892)
- Leopold Hödl (1893–1894)
- Johann Schörg (1895–1912)
- Franz Poigner (1913–1929)
- Anton Reingruber (1930–1938)
- Heinrich Poigner (1939–1945)
- Wenzl Stiegler (1945–1949)
- Franz Lackner (1949–1955)
- Michael Wimmer (1955–1965)
- Engelbert Schörg (1965–1970)

### Wappen
Das Gemeindewappen basiert auf dem alten Marktwappen von Niederfellabrunn und wurde 1985 zusammen mit der Fahne (Farben: Grün, Weiß, Blau) verliehen.

## Persönlichkeiten
Personen mit Bezug zur Gemeinde
- Philibert de Montjeu (um 1374–1439), Bischof von Coutances (1424–1439), Konzilspräsident des Konzils von Basel (1431–1449) und Leiter der Hussitengesandtschaften im Auftrag des Konzils, besuchte auf einer Reise nach Brünn Ende Mai oder Anfang Juni 1435 zusammen mit Thomas Ebendorfer dessen Heimatort Haselbach, er weihte in der Kirche am Michelberg mehrere Altäre ein und spendete anschließend in Niederhollabrunn das Sakrament der Firmung. Er starb am 19. Juni 1439 in Prag und wurde im Veitsdom begraben.
- Melchior Khlesl (1552–1630), Dompropst von St. Stephan, Kanzler und Rektor (1591) der Universität Wien, Offizial des Bistums Passau im Erzherzogtum Österreich unter der Enns, 1588 Bischof von Wiener Neustadt, 1598 Bischof von Wien, 1616 Kardinal, Pfarrer von Niederhollabrunn (vor 1586–1630).
- Fidelius Geiger (1790 bis 1791 in Niederhollabrunn), Bildhauer
- Kaiser Franz I. von Österreich (1768–1835) übernachtete vom 15. auf den 16. Mai 1809 im damals noch existierenden Schloss Niederhollabrunn. Der Kaiser war vor den herannahenden Truppen Napoleons aus Wien geflohen, um von diesen nicht in der Stadt eingekesselt und gefangen genommen werden zu können. Um die kaiserlichen Truppen jedoch befehligen zu können, hielt er sich mit seinem Hofstaat im Wiener Umfeld auf. In Niederhollabrunn verfasste er u. a. das Handbillet an den Grafen Ugarte, mit welchem er Andreas Hofer das Adelsprädikat „Edler von Passeyr“ verlieh. Wenige Tage später, am 21./22. Mai fand die Schlacht bei Aspern statt, bei der die österreichischen Truppen unter dem Kommando Erzherzogs Karls gegen Napoleon Bonaparte einen Sieg erringen konnten.
- Joseph Ritter von Schreibers (1793–1874), Bruder des Leiters des Hof-Naturalien-Cabinets Karl Franz Anton von Schreibers, Jurist, Mitglied der niederösterreichischen Landwirtschaftsgesellschaft, übersetzte das für den agrarischen Bereich grundlegende englische Werk Code of Agriculture von Sinclair ins Deutsche, k.k. Sektionsrat im Landeskulturministerium, Eigentümer der Herrschaft Niederhollabrunn 1819–1840.
- Hartmann Joseph Zeibig (8. April 1817 in Krasna (Mähren) – 3. Dezember 1856 in Haselbach), Augustiner-Chorherr im Stift Klosterneuburg, Professor der Theologie in Olmütz, Historiker, arbeitete hauptsächlich zur Geschichte Österreichs und des Stifts Klosterneuburg, war Pfarrer von Haselbach 1855–1856 und wurde am dortigen Friedhof beigesetzt.
- Theodor Kramer (1897–1958),  österreichischer Lyriker. Wurde ebendort als Sohn des Gemeindearztes von Niederhollabrunn Max Kramer geboren.
- Willi Forst (1903–1980),  österreichischer Schauspieler, Drehbuchautor, Regisseur, Produzent und Sänger, hatte in Niederhollabrunn Verwandte und verbrachte hier viele Sommer seiner Kindheit und Jugend.

Ehrenbürger der Gemeinde
- Anton Zeißl (* 7. Jänner 1900 in Stetten; † 10. November 1985 in Leitzersdorf), war Volksschullehrer in Stetten, Schmida, Großrußbach, Niederfellabrunn und Volksschuldirektor in Niederhollabrunn, Leitzersdorf und Haselbach (Ehrenbürger von Niederhollabrunn und Leitzersdorf)
- Gerhard Mayrhofer (* 2. Mai 1941), Pfarrer von Niederhollabrunn (1. Januar 1978–2004), Pfarrer von Haselbach (1. April 1978–2004), geistlicher Rat (Ehrenbürger der Marktgemeinde Niederhollabrunn)
- Wolfgang Fliegenfuß (1950–2004), war Gemeindearzt der Marktgemeinden Niederhollabrunn und Leitzersdorf (Ehrenbürger der Marktgemeinde Niederhollabrunn)

Söhne und Töchter der Gemeinde
- Thomas Ebendorfer (1388–1464), Theologe und Historiker
- Thaddäus Huber (1742–1798), Geiger, Komponist
- Andreas Krickel OCist (* 17. Oktober 1754 in Streitdorf; † 31. August 1806 in Stronsdorf), Mönch und Komponist, hieß mit Taufnamen Johann Nepomuk und legte seine Profeß frühestens Ende 1778 im nur wenige Jahre später aufgrund der Josephinischen Reformen aufgelassenen Zisterzienserkloster Säusenstein ab. 1779 wurde er in Wien zum Priester geweiht, kam 1784 als Provisor nach Stronsdorf und wurde hier 1786 als Pfarrer eingesetzt. Werke: eine Messe (unter anderem auch unter dem Namen Joseph Haydns überliefert, vgl. Hob. XXII:B5), zwei Requien und kleinere Kirchenkompositionen.
- Johann Michael Hanß (* 21. September 1767 in Niederhollabrunn; † 1. Februar 1825 Windmühle (Wien VI)), Lehrer, Organist und Chorleiter. War zunächst Schullehrer in Altmannsdorf und wirkte als Regens chori an verschiedenen Wiener Kirchen, etwa St. Karl, St. Joseph ob der Laimgrube, an der Minoritenkirche und bei den Salesianerinnen. Ein Brief von Franz Schubert legt die Vermutung nahe, dass er mit Hanß in Kontakt stand und dieser als Noten-Vermittler zwischen Schubert und Wiener Kirchenchören fungierte. Hanß könnte auch selbst komponiert bzw. Stimmen zu Schuberts Werken hinzugefügt haben. Neben Orgel spielte er auch Klavier und Viola. Er wurde auf dem Hundsturmer Friedhof (heute Haydenpark) beigesetzt.
- Anna Magdalena Antonia Prenner Edle von Flamberg, verehel. Gräfin von Walsegg (* 15. September 1770 im Schloss Niederfellabrunn; † 14. Februar 1791 auf Schloss Stuppach bei Gloggnitz/Niederösterreich) war die Tochter von Johann Wilhelm Prenner Reichsritter und Edler von Flamberg, Eigentümer der Herrschaft Praunsberg (Niederfellabrunn) und Magdalena Lehner Edle von Waldberg. Sie heiratete am 9. September 1787 Franz Josef Anton Graf von Walsegg (1763–1827) in der „Walsegg’schen Patronatskirche“ von Maria Schutz am Semmering (NÖ). Aus Anlass ihres frühzeitigen Todes mit nur 20 Jahren gab ihr Gatte bei Wolfgang Amadeus Mozart ein Requiem in Auftrag, das Walsegg als Eigenkomposition ausgeben und aufführen wollte, was er am 14. Dezember 1793 in der Zisterzienser Stifts-Pfarrkirche (Neuklosterkirche) in Wiener Neustadt auch tat.
- Franz Wild (1792–1860), Opernsänger
- Carl Pischinger (* 8. Mai 1823 in Streitdorf - † 26. Oktober 1886 in Liezen) war Tier- bzw. Landschaftsmaler und Lithograph der Romantik, er studierte an der Akademie der bildenden Künste Wien. Seine Aquarelle zeichnen sich besonders durch ihre Feinheit aus. Die Themen seiner Ölbilder waren hauptsächlich dem bäuerlichen Leben entnommen.
- Maria Perschl (* 30. Mai 1874 in Niederfellabrunn - † 22. Februar 1946 in Wien), Mutter von Willi Forst
- Theodor Kramer (1897–1958), Lyriker
- Manuela Zinsberger (* 19. Oktober 1995) wuchs in Niederfellabrunn auf. Sie ist eine österreichische Fußballtorfrau.

## Filme
- 1993 Schöndorf muss sauber bleiben: In Niederhollabrunn wurde 1993 unter der Regie von Heide Pils der Film „Schöndorf muss sauber bleiben“ gedreht, wobei viele Ortsbewohner als Komparsen und Statisten mitwirkten.